# Ebe Stignani
Ebe Stignani (ur. 10 lipca 1903 w Neapolu, zm. 5 października 1974 w Imoli) – włoska śpiewaczka, mezzosopran.

## Życiorys
Studiowała w konserwatorium w Neapolu u Agostina Rochego, na scenie zadebiutowała w 1925 roku w neapolitańskim Teatro di San Carlo jako Amneris w Aidzie Giuseppe Verdiego. W 1926 roku została zaangażowana przez Artura Toscaniniego do mediolańskiej La Scali, gdzie występowała do 1953 roku. Zasłynęła rolami Eboli w Don Carlosie, Azuceny w Trubadurze, Adalgizy w Normie, Laury w Giocondzie, a także Brangien w Tristanie i Izoldzie i Ortrudy w Lohengrinie. Gościnnie występowała w Teatro Colón w Buenos Aires (1927) i Covent Garden Theatre w Londynie (1937–1957). Po raz ostatni wystąpiła na scenie w 1958 roku w londyńskim Theatre Royal przy Drury Lane jako Azucena w Trubadurze.
Dysponowała głosem o głębokiej barwie i szerokiej skali, sięgającej od f do c3, pozwalającym jej wykonywać z powodzeniem zarówno dramatyczne partie sopranowe, jak i altowe.